# Élections générales britanno-colombiennes de 2024
Les élections générales britanno-colombiennes de 2024 ont lieu le 19 octobre 2024 afin d'élire la 43e législature de l'Assemblée législative de Colombie-Britannique.
Le scrutin est l'occasion d'un profond renversement de la composition de l'opposition. Principal parti de cette dernière dans la législature sortante, les libéraux du BC United décident de se retirer pour éviter une dispersion des voix à droite face à la montée du Parti conservateur mené par John Rustad, envers lequel ils se désistent.
Organisé pour la première fois à l'aide du vote électronique, le scrutin connaît d'importants dysfonctionnements qui retardent de plusieurs jours le dépouillement.
Le Nouveau Parti démocratique (NPD) du premier ministre David Eby conserve la majorité absolue malgré un recul, tandis que les conservateurs forment la nouvelle opposition.

## Contexte

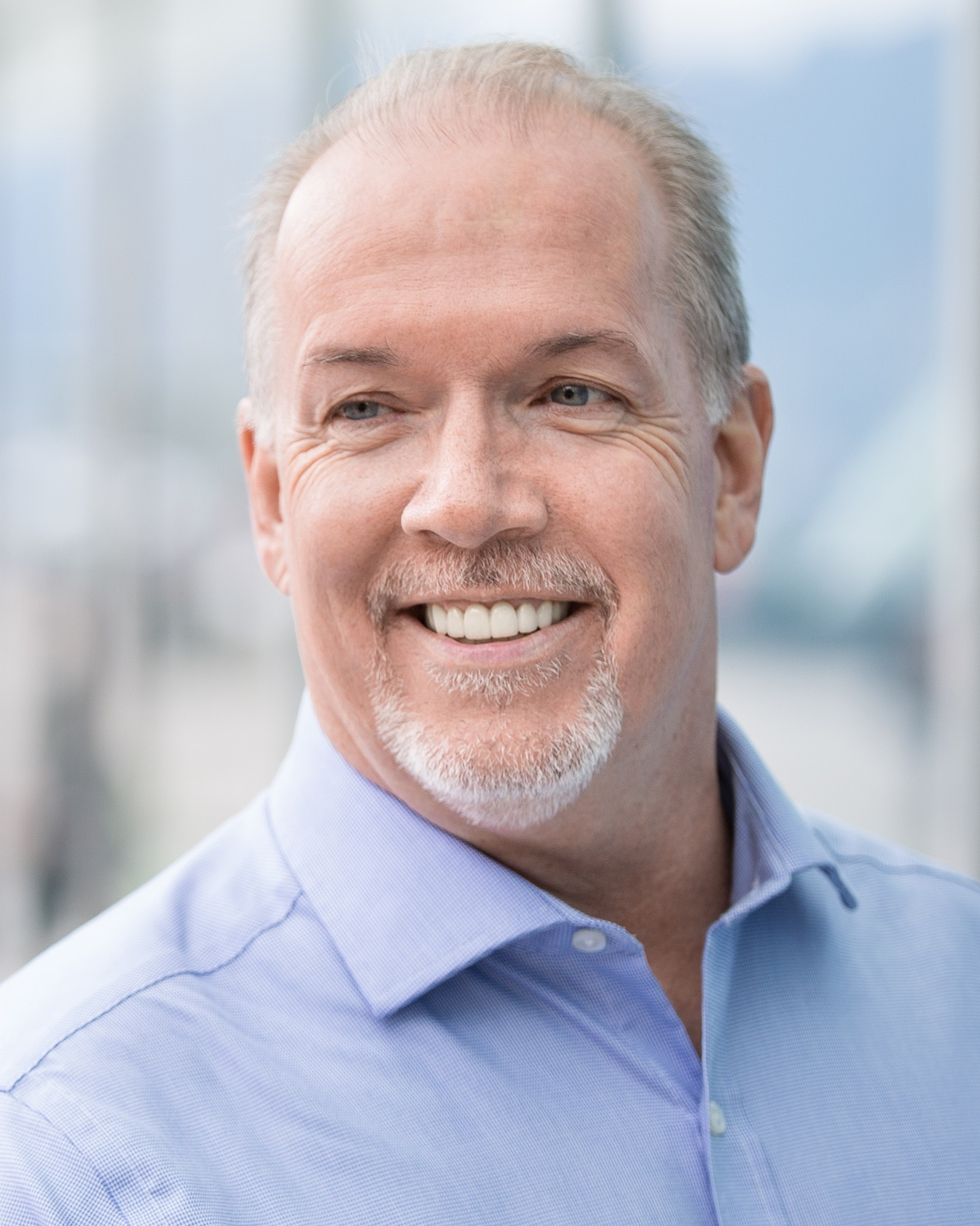
John Horgan

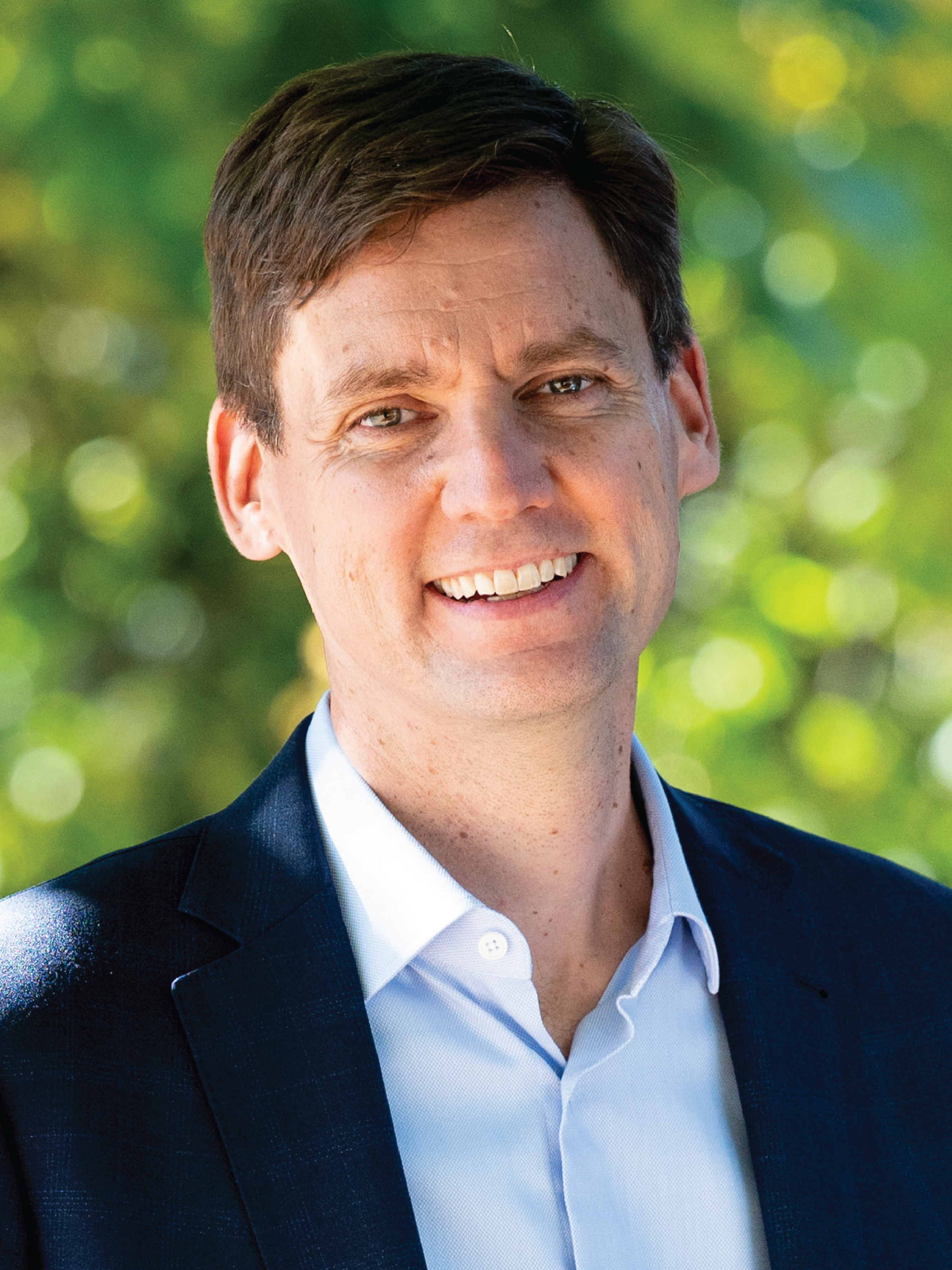
David Eby

Les élections de 2020 voient la victoire du Nouveau Parti démocratique (NPD) du premier ministre John Horgan, qui devient le premier dirigeant néodémocrate à être reconduit à la tête d'une province. Arrivé en tête des suffrages, le NPD décroche la majorité absolue à l'Assemblée législative avec 57 sièges sur 87. Il est suivi des libéraux du BC United, qui forment le principal parti d'opposition, ainsi que du Parti vert.
Bien qu'ayant battu le record de longévité au pouvoir en Colombie-Britannique pour un Premier ministre de son parti, John Horgan est atteint début novembre 2021 d'un cancer du larynx, qui l'amène à annoncer le 28 juin 2022 son intention de se retirer de ses fonctions. Une élection interne au sein du NPD voit la victoire sans opposition de David Eby, qui remplace John Horgan le 18 novembre au poste de premier ministre,. Horgan est nommé un an plus tard ambassadeur en Allemagne par Justin Trudeau, alors premier ministre au niveau fédéral.
David Eby est confronté à la montée en popularité du Parti conservateur mené depuis 2023 par John Rustad. Face à la possibilité grandissante d'une victoire du NPD en raison de la désunion de l'opposition entre libéraux et conservateurs, le parti BC United décide de ne pas présenter de candidats en 2024, une première dans la province depuis les élections de 1900. Le parti annonce officiellement son soutien aux conservateurs, tandis que ses anciens candidats rallient ces derniers ou se présentent en tant qu'indépendants, provoquant un nombre record de candidatures indépendantes,
Pour la première fois en 2024, la province organise ses élections à l'aide de tabulateurs électroniques en lieu et place de l'ancien système papier. Ce changement permet une réduction de moitié du personnel alloué au scrutin, réduit à 17 000 personnes. Une refonte des délimitations des circonscriptions effectuée en 2023 en fonction de la démographie des communes conduit par ailleurs à l'augmentation du nombre de sièges à pouvoir, qui passe de 87 à 93.

### Assemblée sortante
| Parti | Parti                     | Chef              | Sièges | Sièges   | Candidats |
| Parti | Parti                     | Chef              | 2020   | Sortants | Candidats |
| ----- | ------------------------- | ----------------- | ------ | -------- | --------- |
|       | NPD                       | David Eby         | 57     | 55       | 93        |
|       | Parti libéral / BC United | Kevin Falcon (en) | 28     | 20       | 0         |
|       | Parti vert                | Sonia Furstenau   | 2      | 2        | 74        |
|       | Parti conservateur        | John Rustad (en)  | 0      | 8        | 93        |
|       | Indépendants              | Indépendants      | 0      | 2        |           |

## Système électoral
L'Assemblée législative de la Colombie-Britannique est composée de 93 sièges pourvus pour quatre ans au scrutin uninominal majoritaire à un tour dans autant de circonscriptions.

## Résultats
|                           |                              |           |       |       |        |               |  |  |  |
| Parti                     | Parti                        | Votes     | %     | +/–   | Sièges | +/–           |  |  |  |
|                           | Nouveau Parti démocratique   | 943 915   | 44,87 | 2,82  | 47     | 10            |  |  |  |
|                           | Parti conservateur           | 910 180   | 43,27 | 41,36 | 44     | 44            |  |  |  |
|                           | Parti vert                   | 173 382   | 8,24  | 6,85  | 2      | en stagnation |  |  |  |
|                           | Parti libertarien (en)       | 1 380     | 0,07  | 0,37  | 0      | en stagnation |  |  |  |
|                           | Parti de la liberté          | 1 266     | 0,06  | Nv.   | 0      | en stagnation |  |  |  |
|                           | Parti communiste             | 639       | 0,03  | 0,01  | 0      | en stagnation |  |  |  |
|                           | Parti de l'Héritage chrétien | 364       | 0,02  | 0,19  | 0      | en stagnation |  |  |  |
|                           | BC United                    | 0         | 0,00  | 33,77 | 0      | 28            |  |  |  |
|                           | Indépendants                 | 72 562    | 3,45  | 3,12  | 0      | en stagnation |  |  |  |
|                           |                              |           |       |       |        |               |  |  |  |
| Votes valides             | Votes valides                | 2 082 930 | 98,85 |       |        |               |  |  |  |
| Votes blancs et invalides | Votes blancs et invalides    | 24 222    | 1,15  |       |        |               |  |  |  |
| Total                     | Total                        | 2 107 152 | 100   | –     | 93     | 6             |  |  |  |
| Abstention                | Abstention                   | 1 442 865 | 40,64 |       |        |               |  |  |  |
| Inscrits/Participation    | Inscrits/Participation       | 3 550 017 | 59,36 |       |        |               |  |  |  |

## Analyse et conséquences
Le scrutin est confronté à d'importants problèmes dans le dépouillement, l'écart très serré entre candidats dans plusieurs circonscriptions ayant déclenché un recompte général automatique qui fait finalement état de la non-prise en compte d'environ 65 000 bulletins de votes, sur un total de 2 107 152. Le gouvernement conclut à des erreurs humaines du personnel chargé du dépouillement, dues au manque d'expérience avec le nouveau système, à des conditions météorologiques extrêmement difficiles ainsi que des journées de travail de 14 heures ou plus. Il s'engage par conséquent à améliorer le processus lors des prochaines élections,.
Si ces erreurs retardent de plusieurs jours les résultats définitifs et donnent naissance à des théories du complot que l'opposition dénonce elle-même, la victoire du Nouveau Parti démocratique (NPD) est rapidement connue. Malgré un recul, celui ci conserve sa majorité absolue des sièges, permettant à David Eby de se maintenir au poste de premier ministre. La lieutenante-gouverneure Janet Austin le charge ainsi de former un nouveau gouvernement dès le 28 octobre. C'est la première fois que le NPD remporte trois élections consécutives en Colombie-Britannique,.
Bien que perdant, le Parti conservateur connait son meilleur résultat dans la province depuis 72 ans, ce qui amène John Rustad à se féliciter de la poussée « historique » de son parti, tout en reconnaissant sa défaite et en s'annonçant prêt à former l'opposition officielle,.